# Agalmopolynema denticulatum
Agalmopolynema denticulatum är en stekelart som beskrevs av Fidalgo 1988. Agalmopolynema denticulatum ingår i släktet Agalmopolynema och familjen dvärgsteklar. Inga underarter finns listade i Catalogue of Life.